# Szumátra
Szumátra (indonézül Sumatra, vagy gyakran Sumatera) a Föld hatodik legnagyobb szigete (megközelítőleg 470 000 km²), és a legnagyobb sziget, amely teljes területével Indonéziában található (a két nagyobb területű szigetnek, Borneónak és Új-Guineának csak egy része indonéz terület).

## Története
Szumátra ősi elnevezése Swarna Dwipa volt, (szanszkritül Aranysziget), valószínűleg azért, mert a szumátrai fennsíkok bányái már nagyon korán aranyat szállítottak a környező szigetekre. Mivel a sziget az India-Kína kereskedelmi főútvonalon helyezkedik el, a keleti partvidék több nagyvárosa vallási életét az indiai vallások alakították, formázták. Ezek közül Srivijaya és Samudra voltak a legkiemelkedőbb központok  Srivijaya buddhista monarchia volt, a mai Palembang területén volt a központja. A 7–9. században a területet hódításaival és kereskedelmi kapcsolatain keresztül uralma alatt tartotta, így a királyság fontos szerepet játszott a maláj kultúra elterjesztésében Szumátra szigetén, a Maláj-félszigeten és Borneó nyugati részén. Valójában egy thalasszokrata birodalom volt, tengeri nagyhatalom, amely szigetről szigetre fokozatosan terjesztette ki hatalmát.
Srivijaya befolyása a 11. századra meggyengült. A szigetet akkoriban a jávai királyságok – először Singhasari, majd utána Majapahit – hódításai dúlták. Ebben az időben jelent meg Szumátrán az iszlám, amely főleg az arab és indiai kereskedőkkel való érintkezés útján terjedt.
A 13. század végére a Samudra királyság (a mai Aceh tartomány területén) uralkodója áttért az iszlám hitre. Ibn Battúta, aki vándorlásai során eljutott ide, említette elsőként Szúmatraként (سومطرة – Sūmaṭra) a szigetet. Samudra királyságát később a harcias Aceh Szultánság váltotta fel, amely egészen a 20. századig fennmaradt. A hollandok érkezése után a számos kisebb szumátrai hercegséget sorban uralmuk alá hajtották. Az északon elhelyezkedő Aceh azonban valódi akadálynak bizonyult, szívós ellenállást tanúsítottak; a hollandok hosszú és áldozatokkal terhes háborút vívtak vele (acehi háború, 1870-1905).
Az Aceh körüli kérdés a mai napig súlyos konfliktusok okozója. 1976-ban robbant ki és majdnem harminc évig tartott egy fegyveres felkelés a tartományban az indonéz kormány ellen. A lázadók Aceh függetlenségéért harcoltak. Bár a felkelés 2005-ben véget ért, de az ellentétek a mai napig nem csitultak el. 1999-ben világszinten is egyedinek mondható tömegdemonstrációt tettek az acehiek fővárosukban: 600 ezer ember tüntetett a terület függetlenségéért, ezalatt az indonéz rendfenntartó erők és a hadsereg pedig nem lépett közbe, még csak a helyszínen sem volt. A megmozdulás mérete (a teljes lakosság 15%-a!) jelzi az egyöntetű függetlenedési óhaját Aceh lakosságának.
A másik, elszakadásra törekvő régió Szumátrán Riau.
Szumátra nyugati partvidékét, különösen azonban Aceh tartományt majdnem 15 méter magas árhullámmal érte el a 2004. december 26-i cunami, amely a 9,2-es erősségű tengerrengés következményeként alakult ki. A cunami halálos áldozatainak száma csak Indonéziában meghaladta a 170 000-et.

## Földrajza

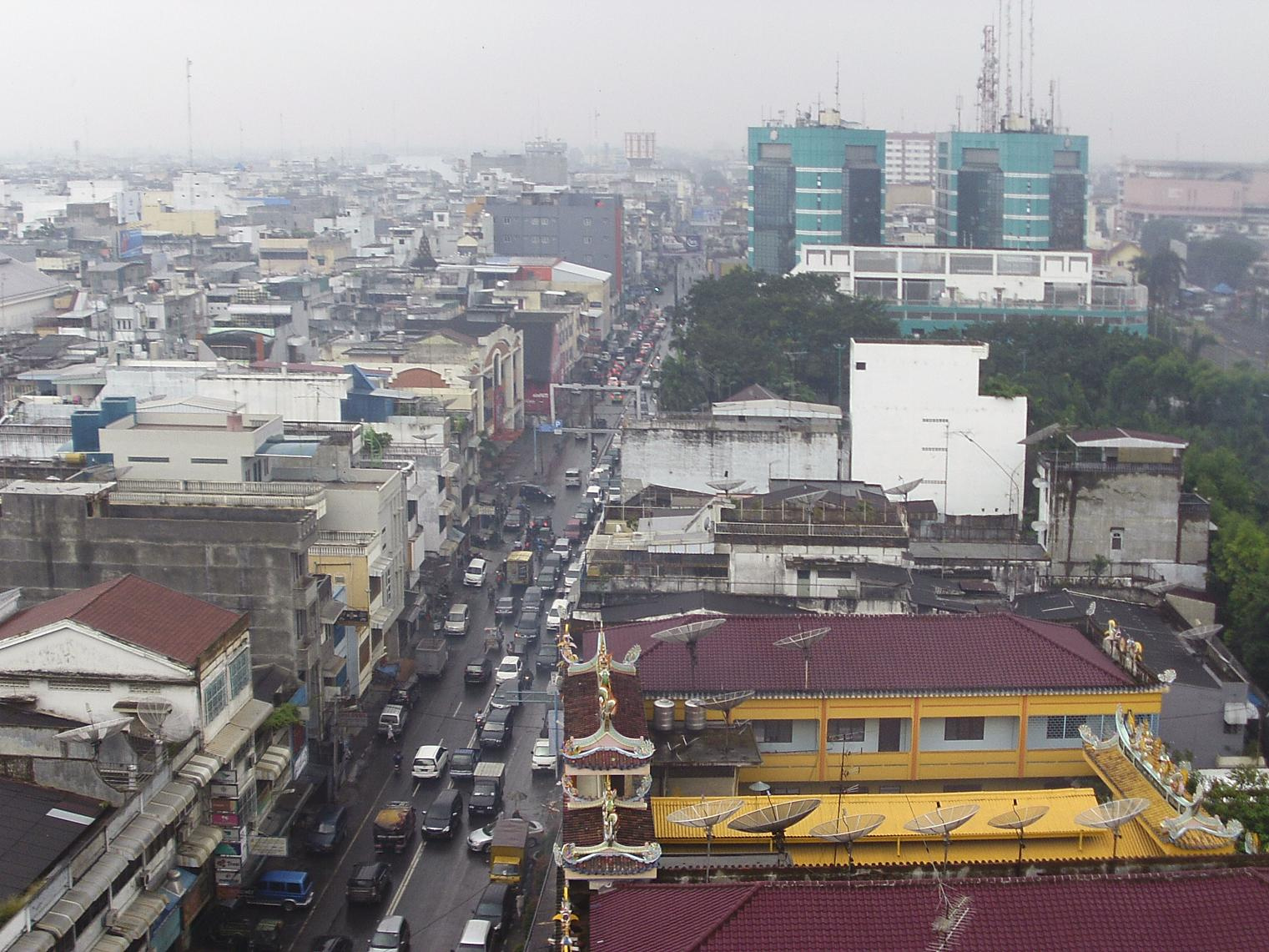
Medan

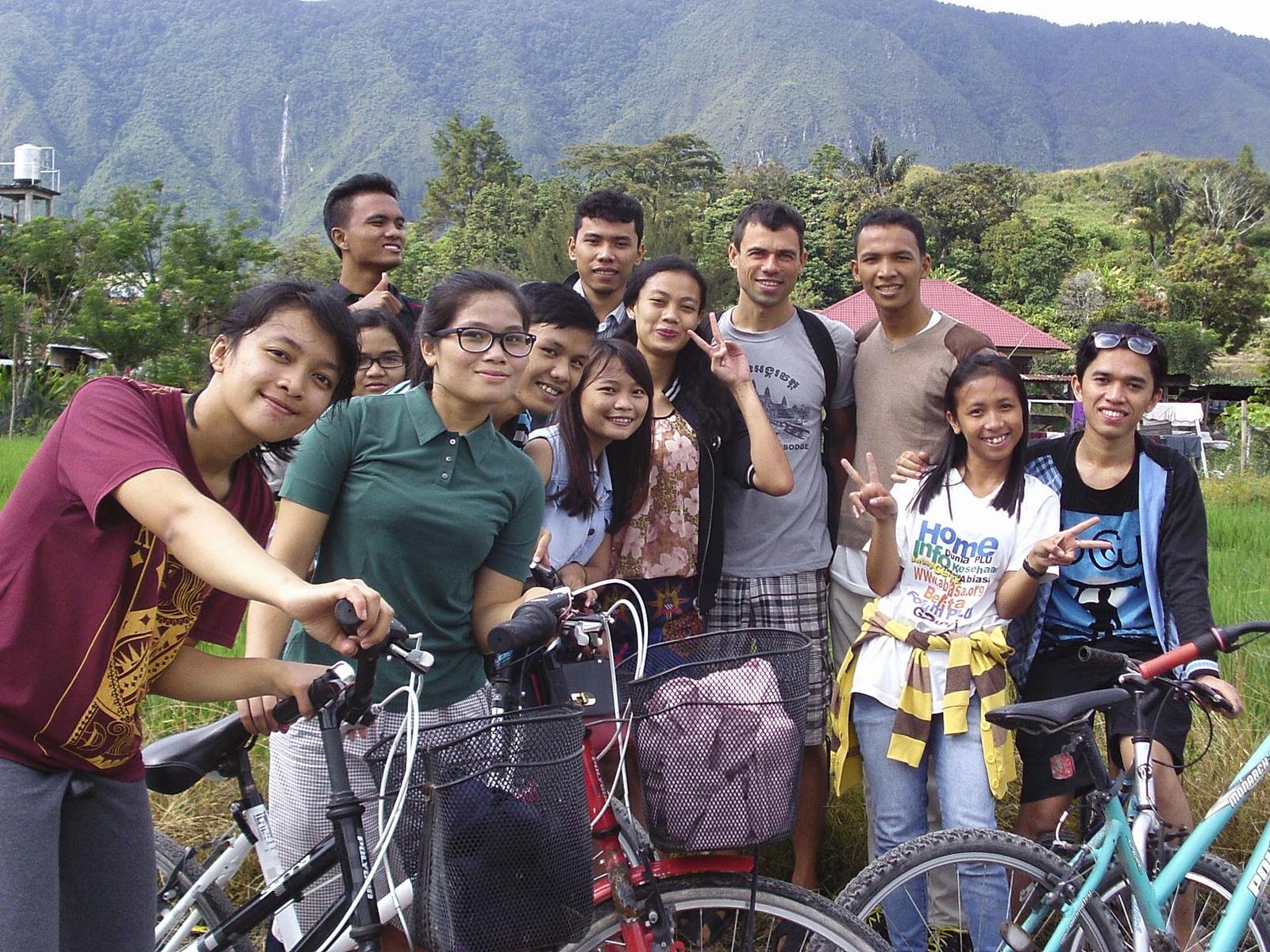
Szumátrai fiatalok

A sziget leghosszabb tengelye megközelítőleg északnyugat-délkelet irányban szeli át Szumátrát, nagyjából a sziget közepénél metszi az Egyenlítőt. A sziget belsejét alapvetően két földrajzi régió alkotja: nyugaton a Barisan-hegység, keleten pedig mocsaras síkságok.
A szigettől délkeletre található Jáva, amelytől a Szunda-szoros választja el. Tőle északra, a Malakkai-szoros túloldalán a Maláj-félsziget található, míg keletre Borneó szigete helyezkedik el, a közöttük lévő tengeri utat Karimata-szorosnak hívják. Szumátrát nyugati oldalán az Indiai-óceán határolja.
A sziget gerincét a Barisan-hegylánc képezi. A vulkáni aktivitás termékeny mezőket és gyönyörű tájakat alakított ki, kiemelkedő példája ennek a Toba-tó környezete. A szigetnek jelentős szén- és aranytartalékai vannak.
A keleti oldal hatalmas folyói (Rokan, Siak, Indragiri, Kampar, Batang Hari és Musi) hegyi hordalékkal, termékeny földdel árasztják el a síkságot, amelyeken lápok alakulnak ki. Bár mezőgazdasági művelésre alkalmatlan a talaj, mégis fontos gazdasági jelentősége van: a földfelszín fölött és alatt is olaj – pálmaolaj és kőolaj – található.
Szumátra legnagyobb részét trópusi esőerdő borította, de a gazdasági fejlődés, valamint a korrupció és az erőteljes fakitermelés súlyos hatással van az esőerdő létezésére. Még a természetvédelmi terület státusz sem képes megvédeni ezt az ökoszisztémát a brutális kizsákmányolással szemben.
A sziget a Föld szigeteit a rajtuk fekvő legmagasabb pont szerint sorbarendező listán az ötödik helyen áll, bár két, részben szintén Indonéziához tartozó sziget is megelőzi a listán.

### Legnagyobb városok
Szumátra legnagyobb városai 2010-ben: 
| No. | Város          | Tartomány       | Népesség (2010) |
| --- | -------------- | --------------- | --------------- |
| 1   | Medan          | Észak-Szumátra  | 2 109 339       |
| 2   | Palembang      | Dél-Szumátra    | 1 452 840       |
| 3   | Batam          | Riau-szigetek   | 1 153 860       |
| 4   | Pekanbaru      | Riau            | 903 902         |
| 5   | Bandar Lampung | Lampung         | 879 851         |
| 6   | Padang         | Nyugat-Szumátra | 833 584         |
| 7   | Jambi          | Jambi           | 529 118         |
| 8   | Bengkulu       | Bengkulu        | 300 359         |
| 9   | Dumai          | Riau            | 254 332         |
| 10  | Binjai         | Észak-Szumátra  | 246 010         |

## Növény- és állatvilág
A sziget a következő fajták fontos lelőhelye: szumátrai fenyő, Rafflesia arnoldii (a világ legnagyobb virága), titánbuzogány (a világ legmagasabb és legnagyobb  virága), szumátrai tigris, orangután, szumátrai orrszarvú, szumátrai elefánt, szumátrai üreginyúl, ázsiai tapír, valamint számos madár- és pillangófaj.
A szumátrai esőerdő létezésére jelenleg a papíripar és a pálmaolaj-ültetvények elterjedése jelentik a legnagyobb veszélyt.
A szigeten több mint 10 Nemzeti Park található, közülük három a világörökség részét képező park, amelyek "Szumátra trópusi esőerdői" címen vannak nyilvántartva: Gunung Leuser Nemzeti Park, Kerinci Seblat Nemzeti Park és a Bukit Barisan Selatan Nemzeti Park.

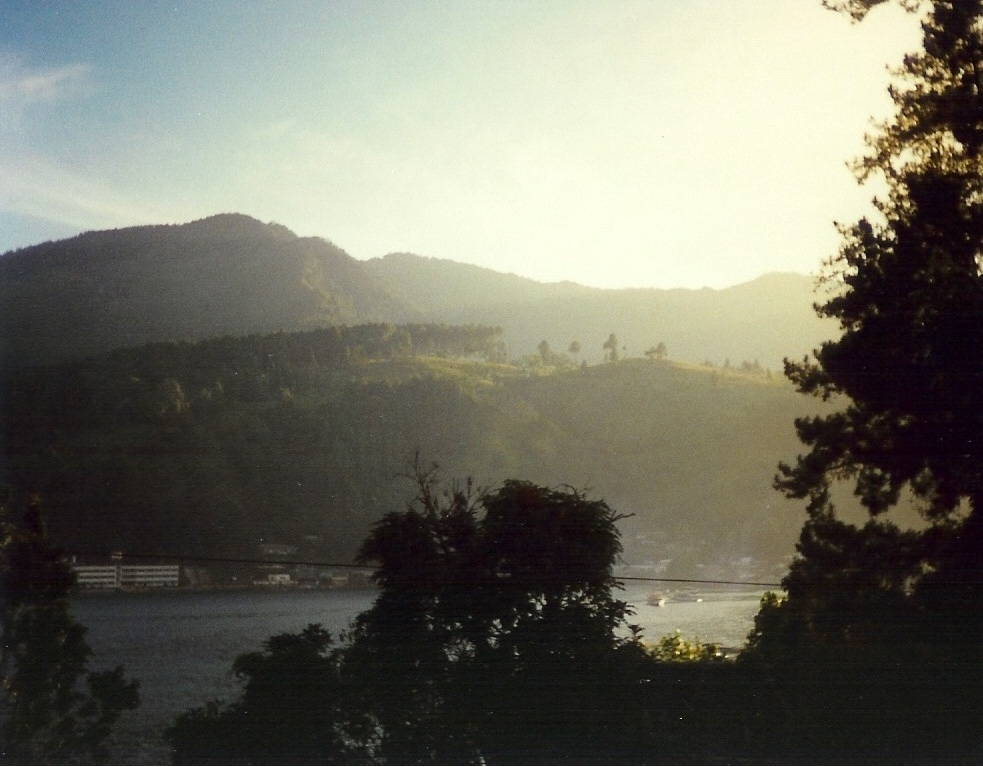
Toba-tó
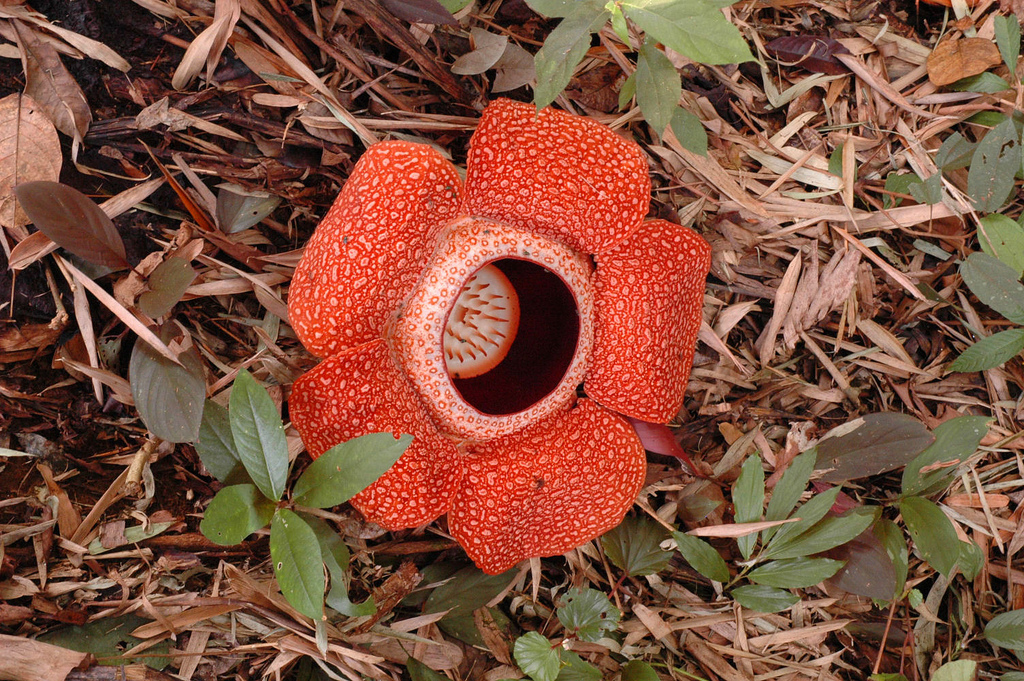
Rafflesia arnoldii
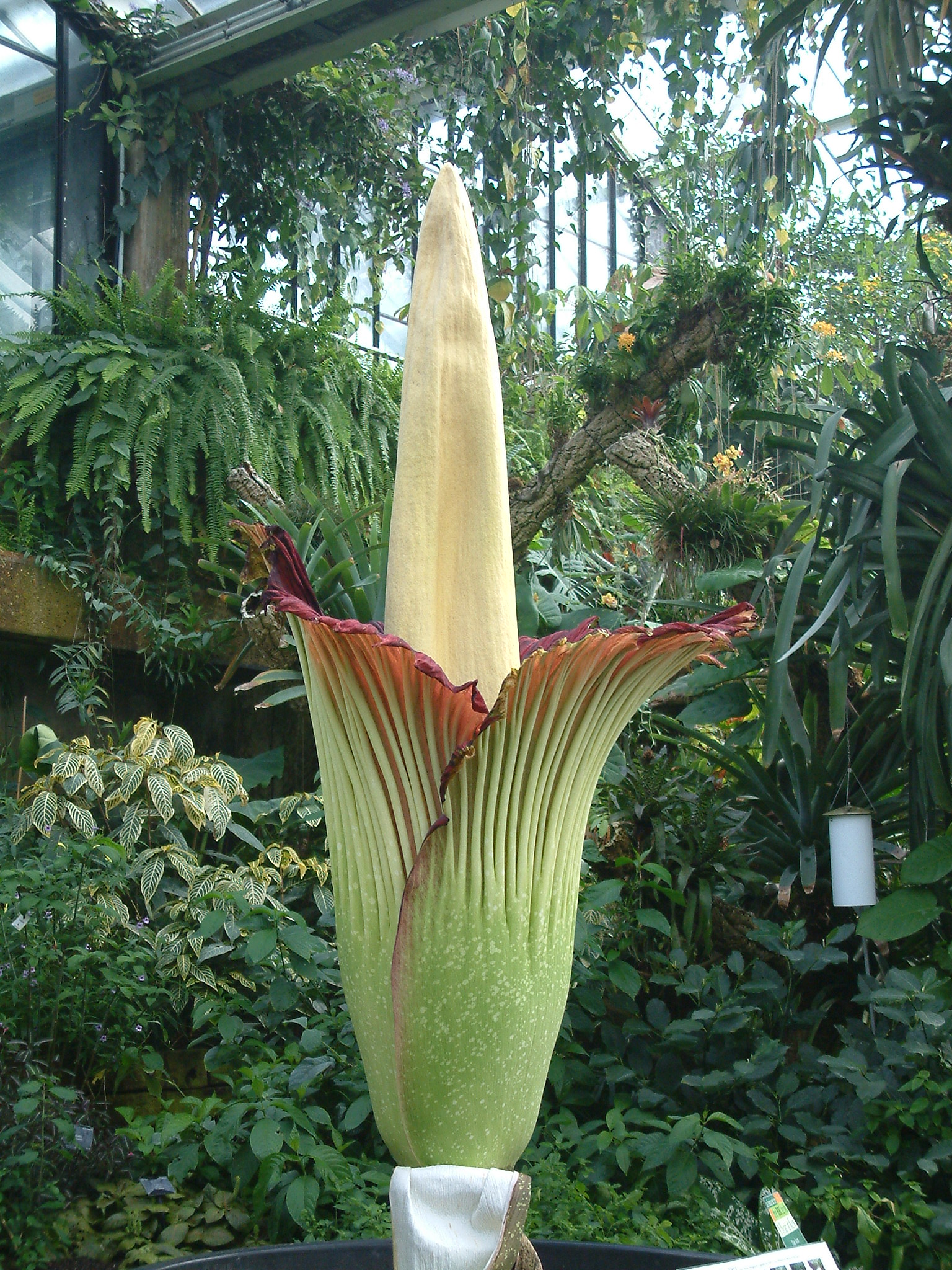
Titánbuzogány
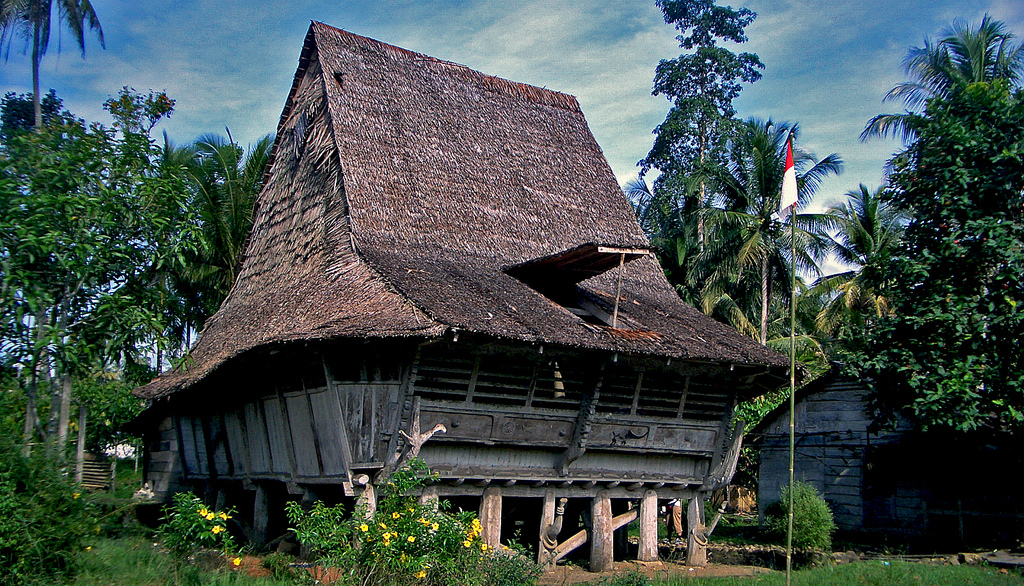
Hagyományos ház Észak-Szumátrán
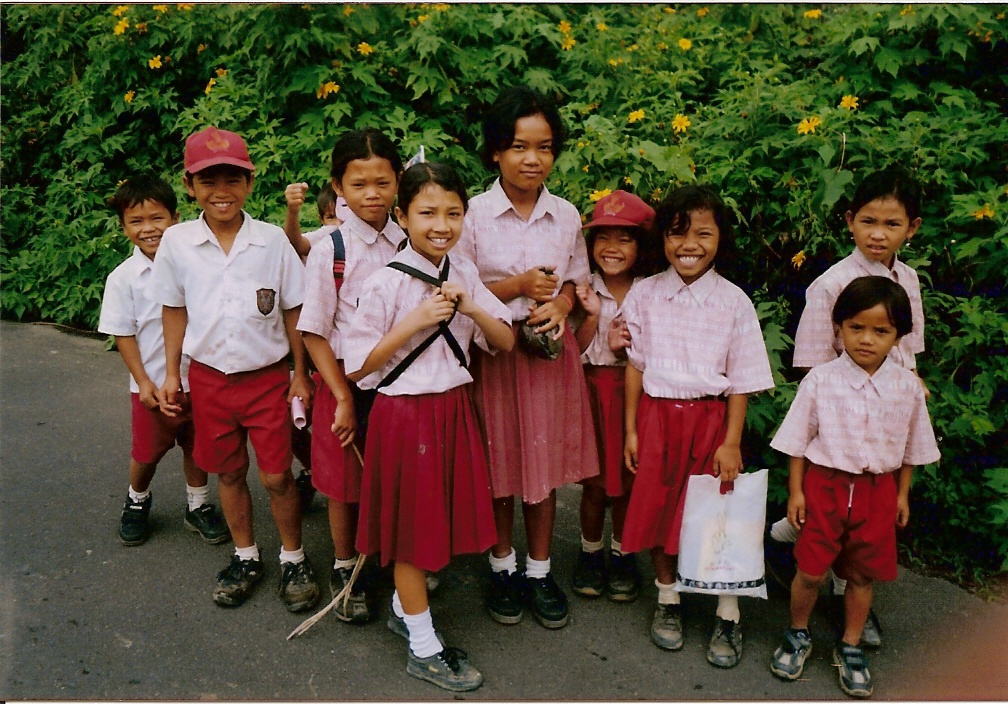
Batak iskolások

## Demográfia
Szumátra nem túl sűrűn lakott terület, népsűrűsége körülbelül 96 fő/km²; a szigeten kb. 45 millió ember lakik összesen. Mindazonáltal a Föld negyedik legnépesebb szigete. A legnépesebb területek között első helyen áll Észak-Szumátra jelentős része, Nyugat-Szumátra fennsíkjai, valamint Medan és Palembang városok és vonzáskörzeteik.
Szumátra lakossága több etnikumból tevődik össze, amelyek 52 különböző nyelvet használnak. A legtöbb etnikai csoport azonban közös hagyományokkal rendelkezik és különböző nyelveik is nagyon közel állnak egymáshoz. A keleti parton elsősorban malájul beszélő népcsoportok laknak, míg a sziget déli és központi részén élő emberek a malájjal rokon nyelvet beszélnek, ezek a lampung és a minangkabau népek. Észak-Szumátra fennsíkjain élnek a batakok, míg a sziget legészakibb csücskét Aceh népei lakják. A kínai kisebbség a nagyobb városok központjaiban található meg.
Szumátra lakosságának túlnyomó többsége muszlim vallású (90%). A középföldek batakjainak nagy része azonban protestáns (ezt a vallást a hollandok honosították meg a szigeten). A maradék a hindu, buddhista, illetve római katolikus vallást követi, illetve a kínai hagyományalapú vallások egyikét gyakorolja.

## Közigazgatás

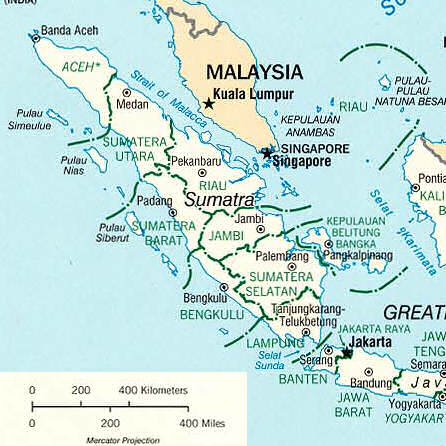
Szumátra közigazgatási térképe

Szumátra és a környező kisebb szigetek közigazgatási egységei a következők:
- Aceh – székhelye: Banda Aceh
- Bangka-Belitung – székhelye: Pangkalpinang
- Bengkulu – székhelye: Bengkulu
- Jambi – székhelye: Jambi
- Lampung – székhelye: Bandar Lampung
- Riau – székhelye: Pekanbaru
- Riau szigetek – székhelye: Tanjung Pinang
- Nyugat-Szumátra (Sumatera Barat) – székhelye: Padang
- Dél-Szumátra (Sumatera Selatan) – székhelye: Palembang
- Észak-Szumátra (Sumatera Utara) – székhelye: Medan